# ميشيل هير
ميشيل هير هو عازف جاز وعازف بيانو وملحن بلجيكي، ولد في 16 فبراير 1949 في بروكسل في بلجيكا.

## وصلات خارجية
- ميشيل هير على موقع IMDb (الإنجليزية)
- ميشيل هير على موقع ميوزك برينز (الإنجليزية)
- ميشيل هير على موقع ديسكوغز (الإنجليزية)